# Zanthoxylum rubescens
Zanthoxylum rubescens là một loài thực vật có hoa trong họ Cửu lý hương. Loài này được Planch. ex Hook. miêu tả khoa học đầu tiên năm 1849.